# Michele Quaranta
Michele Quaranta (* 24. prosince 1953 Forlimpopoli) je trenér aikida, nositel 7. danu aikikai.

## Raný život
Narodil se 24. prosince 1953 ve Forlimpopoli v Itálii. V šesti letech se s rodinou přestěhoval do Francie. Zde vystudoval technickou školu a naučil se plynně francouzsky. Později začal žít a pracovat ve švýcarské Basileji, kde působí do současnosti.

## Aikido
O aikidu se dozvěděl v době, kdy pracoval jako bankéř. Díky jeho oblibě filmů Bruce Leeho chtěl cvičit kung-fu nebo jiné bojové umění, takže když mu jeden neznámý muž (kterého poté už nikdy nepotkal, i když se snažil zjistit, kdo to byl) řekl, že musí cvičit aikido, vzbudilo to v něm zvědavost a s aikido roku 1972 opravdu začal. V té době mu bylo 19 let. Začínal v dojo Aikikai Basel, kde vyučoval jeho první učitel aikido Werner Hinterman. Začal se zúčastňovat i stáží trenérů, jako jsou S. Nobuyoshi Tamura (ten navštěvoval jeho dojo jednou ročně) a později S. Hiroshi Tada, kteří jezdili do Švýcarska pravidelně vyučovat. Na jejich stáže později jezdil i do zahraničí po celé Evropě.
V tomto dojo cvičil spolu se svým přítelem Jean-Claudem Aegerterem (7. dan Aikikai), který byl tehdy pokročilejší.
Poté cvičil s mnoha dalšími trenéry, jako byli Kazuo Chiba (8. dan aikikai), Yoji Fujimoto (8. dan aikikai), Nomoto Tadashi, Hideki Hosokawa a další.
V roce 1977 se poprvé setkal se senseiem Masatomi Ikedou a v roce 1985 se stal jeho přímým žákem. Poté spolu s jeho spolužákem Danielem Vetterem jezdil na stáže (aikido semináře) ve Švýcarsku, Rusku, Německu, Itálii, Španělsku, Francii, Velké Británii a dalších jako Ikedův osobní uke (bojový partner/útočník).
Své první dojo otevřel Quaranta ve Švýcarsku v Basileji v roce 1983 a začíná se výuce aikido věnovat na plný úvazek. Od této doby také stále pokračuje ve výuce v Basileji.
V době kdy shihan Masatomi Ikeda již nestíhal jezdit do všech zemí (začátky 90. let), které měl na starosti, svěřil panu Quarantovi odpovědnost za rozvoj a výuku svého systému aikido v dalších zemích, kde touha po aikido zejména po pádu železné opony silně narůstala. Jednalo se především o nově otevřené země Střední a Východní Evropy. K místům jeho působení tak postupně přibylo Slovensko (Slovenská asociace aikido – jeho působení: 2002–2022), Chorvatsko (Chorvatská federace aikido), Srbsko (Aikikai Srbsko), Černá Hora a později také Polsko.
V Česku pomáhal se založením prvního tzv. Aikido Ikeda dojo (mimo Švýcarsko) a to Aikido Ikeda Dojo Praha, jehož je dodnes čestným Technickým ředitelem, ačkoli vedení tréninku zde na starosti nemá. Postupně začali vznikat i další Ikeda dojo a to Aikido Ikeda dojo Kralupy, Aikido Ikeda dojo Děčín, Aikido Ikeda dojo Zürich a Aikido Ikeda dojo Beroun.
Postupně začal vyučovat i v dalších zemích, kterými jsou Holandsko, Bulharsko, Velká Británie, Irsko a Makedonie.
Dlouhou dobu také vyučoval společně s Fiordineve Cozzim (ke spolupráci došlo po dlouhém úsilí p. Cozziho).

## Studenti
Mezi jeho nejznámější studenty patří:
- Theres Uhr (6. dan aikikai)[9]
- Sander van Geloven (5. dan aikikai)[24]
- Damjan Cingarski (4. dan aikikai)[25]